# Barbie Fairytopia
Barbie Fairytopia (Barbie: Fairytopia) è un film d'animazione in computer grafica del 2005 diretto da Walter P. Martishius e William Lau.
È il quinto film all’interno del franchise di film di Barbie e il primo ad essere basato su un soggetto originale. Si tratta del primo capitolo della trilogia dedicata a Fairytopia; il film ha ricevuto due sequel e due spin-off.

## Trama
Fairytopia è un regno magico che si trova oltre l'arcobaleno del mondo conosciuto, popolato da fate e altre creature magiche, governato dalla regina delle fate, l'Incantatrice, e diviso in sette regioni, ciascuna sorvegliata da un Custode. Elina, che vive nel Prato Magico con il suo funghetto Bibble, viene derisa perché è nata senza ali; l'unica amica che ha è Dandelion, che spesso prende le sue difese. Nonostante le prese in giro da parte di tre fatine, le due vengono a sapere proprio da loro che Topazio, la Custode del Prato Magico, è stata rapita da Laverna, la perfida sorella gemella dell'Incantatrice. Nel frattempo, quest'ultima spiega a Topazio il suo piano per impossessarsi di Fairytopia e governarla al posto della sorella: diffonderà in ogni regione una malattia che impedirà alle fate di volare, e sarà proprio lei a procurare l'antidoto, così da guadagnarsi la fiducia di tutti gli abitanti.
Elina, appurato del rapimento di Topazio e accortasi dei primi effetti della malattia (che oltre a tante fate e piante ha colpito anche Peonia, il fiore in cui vive), decide di chiedere aiuto ad Azura, la Custode più vicina al Prato Magico, perciò parte alla volta della Città delle Fate insieme a Bibble e Dandelion. Durante il tragitto, però, finiscono in un bosco di canne rossastre in cui Dandelion viene disgraziatamente colpita dalla malattia; preoccupata per la salute dell'amica, Elina le consiglia di tornare al Prato Magico, poi prosegue il viaggio insieme a Bibble. Quest'ultimo ed Elina riescono a raggiungere la Città delle Fate, ma viene loro proibito di vedere Azura per motivi di sicurezza; Elina, dopo essere riuscita a evitare le guardie poste a sorvegliare la casa, viene scoperta dalla Custode stessa: Azura nota che Elina nasconde negli occhi l'arcobaleno (un segno che indica che è destinata a grandi cose, nonostante i dubbi di Elina), e ciò la spinge a fidarsi di lei e a ospitarla in casa sua.
Nel frattempo, Laverna rapisce un secondo Custode, Rubino, e mostra a lui e Topazio l'avvelenamento che affligge l'Incantatrice, provocata da un tranello escogitato da lei stessa per impedire che interferisca nei suoi piani. Intanto, a casa di Azura quest'ultima rivela a Elina che la mattina seguente partirà alla volta del Bosco Selvatico alla ricerca della driade Dalia, che in passato è stata alleata di Laverna e che forse sa come fermarla. A causa della pericolosità del viaggio, Azura chiede a Elina di custodire la sua collana, che ciascun Custode ha ereditato dall'Incantatrice. All'alba, Azura incarica Bibble di portare un messaggio a Hue, una farfalla che vive nelle vicinanze, incaricata di proteggere Elina e di portarla ovunque ella desideri. Azura viene in seguito rapita dai Fungus, scagnozzi di Laverna, e portata al suo covo insieme a tutti gli altri Custodi; la perfida fata vorrebbe radunare il potere delle sette collane dei Custodi per conquistare Fairytopia, ma scopre che Azura non possiede la propria collana: viene a sapere così dai Fungus, che il prezioso oggetto è custodito da una fata senza ali, ospite a casa di Azura. Laverna, temendo che una fata senza ali come Elina possa mandare all'aria i suoi progetti a causa della sua invulnerabilità, ordina a tutti i suoi tirapiedi di trovarla al più presto.
Al suo risveglio, Elina non trova né Bibble né Azura (rapita da un Fungus), e viene ritenuta responsabile della sua scomparsa. Elina è costretta alla fuga ma viene salvata da Hue e, insieme a lui e Bibble, parte alla ricerca di Dalia, compiendo il viaggio che Azura aveva intenzione di intraprendere. I tre amici vengono attaccati dagli Hitteri, altri servitori di Laverna, e si ritrovano intrappolati in un lago, circondato da alte cascate; grazie all'aiuto di Nalu, principe dei tritoni, Elina e gli altri sfuggono agli Hitteri e raggiungono Dalia nel Bosco Selvatico. Anche se inizialmente riluttante a causa della diffidenza degli altri Custodi nei suoi confronti, alla fine Dalia decide di aiutarli e li conduce al covo di Laverna. Per far sì che Elina possa entrare, gli amici fanno da esca, ma vengono imprigionati; tuttavia, Elina riesce a raggiungere la stanza in cui la fata malvagia tiene prigionieri i Custodi.
Laverna fa breccia nei sentimenti di Elina e le fa credere di sapere l'effetto che fa quando si è presa in giro da tutti gli altri, così le dona un paio di ali a patto che si unisca a lei nel suo piano di conquista. La giovane fata viene inizialmente posseduta dalla proposta della donna ma, grazie ad Azura, ritorna in sé e, con la collana dell'amica Custode, distrugge il Punto d'Unione, ovvero il cristallo in cui erano intrappolati tutti i poteri delle collane. Con questo gesto, Elina esilia Laverna nelle Paludi dell'Entroterra e riporta la pace a Fairytopia. Tornata al Prato Magico, la giovane riceve una visita dall'Incantatrice, che la ringrazia premiandola con una collana simile a quella dei Custodi e un paio di ali tutte per lei.
(Barbie, dopo i titoli di coda)

## Personaggi
- Elina: protagonista del film, è una fata senza ali (motivo per il quale viene sempre presa in giro). Ha l'arcobaleno negli occhi e ciò vuol dire che è destinata a fare grandi cose ma, a causa delle continue prese in giro, non ci crede. Nel corso dell'avventura si rivela coraggiosa, dolce, altruista, sensibile e intelligente. Dopo aver salvato Fairytopia da Laverna, viene premiata dall'Incantatrice con un paio di ali.

- Bibble: è una funghetta un po' fifona, amica inseparabile di Elina e sua compagna di avventure.

- Dandelion: è una fata e unica amica di Elina, cerca sempre di difendere quest'ultima dall'altre fate, cerca di unirsi alla sua avventura, ma viene contagiata dalla malattia di Laverna. Alla fine, però, riesce a guarire.

- Azura: è la custode della città delle fate. Quando Elina le chiede aiuto, Azura scopre che la fata ha l'arcobaleno negli occhi e così riesce a vedere, fin da subito, le sue potenzialità. Affida a Elina la sua collana per evitare che finisca nelle mani di Laverna, alla fine lei e Elina diventano grandi amiche.

- Nalu: è il principe dei tritoni, aiuta Elina a scappare dagli Hitteri e alla fine diventano grandi amici.

- Topazio: è la custode del prato magico, è la prima a essere rapita da Laverna.

- Hue: é una farfalla gigante al quale Azura affida il compito di proteggere Elina, diventa amico di Elina e nonostante venga contagiato dalla malattia di Laverna, aiuta Elina a sconfiggere Laverna e alla fine riesce a guarire.

- Fate del prato magico: sono tre fatine che prendono sempre in giro Elina ma vengono punite da Dandelion.

- Incantatrice: è la sovrana di Fairytopia e sorella gemella di Laverna, compare alla fine quando premia Elina per il suo coraggio con un paio di ali tutte per lei.

- Dalia: è una driade amica di Azura, in passato era al servizio di Laverna ma poi l'abbandono perché si rese conto della sua cattiveria, aiuta Elina a sconfiggere Laverna.

- Laverna: è la sorella gemella dall'Incantatrice e antagonista del film, desidera diventare la sovrana di Fairytopia al posto della sorella e, per questo, diffonde una malattia che toglie la capacità di volare alle fate e fa morire i fiori. Inoltre, rapisce i custodi per rubare il potere dalle loro collane. Alla fine viene sconfitta da Elina.

- Fungus: tirapiedi un po' tonti di Laverna.

- Hitteri: altri tirapiedi di Laverna.

## Distribuzione
Dopo essere stato trasmesso negli Stati Uniti su Nickelodeon il 6 marzo 2005, il film è stato distribuito in VHS e DVD l'8 marzo da Lions Gate Home Entertainment, mentre in Italia era già stato distribuito il 24 febbraio dello stesso anno da Universal Pictures Home Entertainment.

### Doppiaggio
| Personaggio  | Doppiatore originale | Doppiatore italiano  |
| ------------ | -------------------- | -------------------- |
| Elina        | Kelly Sheridan       | Daniela Fava         |
| Sirena #2    | Kelly Sheridan       |                      |
| Bibble       | Lee Tockar           | (originale)          |
| Fungus       | Lee Tockar           | Ambrogio Colombo     |
| Troll felice | Lee Tockar           | Alessandro Quarta    |
| Dandelion    | Tabitha St. Germain  | Francesca Manicone   |
| Topazio      | Tabitha St. Germain  | Paola Valentini      |
| Sirena #1    | Tabitha St. Germain  |                      |
| Laverna      | Kathleen Barr        | Alessandra Korompay  |
| Fatina #2    | Kathleen Barr        | Rachele Paolelli     |
| Fatina #4    | Kathleen Barr        | Domitilla D'Amico    |
| Azura        | Venus Terzo          | Francesca Fiorentini |
| Dalia        | Chiara Zanni         | Ilaria Latini        |
| Fatina #3    | Chiara Zanni         |                      |
| Hue          | Mark Oliver          | Ambrogio Colombo     |
| Nalu         | Alessandro Juliani   | Daniele Barcaroli    |
| Quill        | Michael Dobson       | Dario Penne          |
| Ametista     | Michael Dobson       |                      |
| Rubino       | Scott McNeil         | Francesco Bulckaen   |
| Speronella   | Brian Drummond       | Corrado Conforti     |
| Fatina #1    | Britt McKillip       | Valeria Vidali       |
| Incantatrice | Nancy Sorel          | Alessandra Korompay  |
| Fatina #5    | Nancy Sorel          |                      |

## Sequel
- Barbie Fairytopia - Mermaidia, regia di Walter P. Martishius e William Lau (2006)
- Barbie Fairytopia - La magia dell'arcobaleno, regia di William Lau (2007)